# 石硤尾刺斃警員搶槍案
石硤尾刺斃警員搶槍案，又稱石硤尾刺警案、石硤尾殺警案，是香港六七暴動期間的1967年11月28日發生的一宗左派暴徒使用利器刺斃警員的命案。當日下午約4時40分，警員薛振鴻在九龍石硤尾徙置區（今石硤尾邨）巴域街巡邏期間遭到3名暴徒從後襲擊，暴徒使用三角銼向他猛刺，並且搶走警槍及6發子彈後逃去，薛振鴻倒臥在血泊之中，當送抵醫院後證實殉職，遺體於12月1日在九龍殯儀館舉行警隊喪禮後落葬於荃灣華人永遠墳場。

## 案發背景
1967年年初，由於中共支持的澳門左派在一二·三事件成功奪取澳門政局的主導權，中共中央香港工作委員會受到鼓舞，要在香港也發起類似的騷亂。新華社香港分社社長梁威林及副社長祈烽在內部會議總結澳門左派的鬥爭成果時，聲言也要在香港「大幹一場」，新華社香港分社和左派陣營便開始積極尋找挑起騷亂的機會。香港左派於1967年2月起先後利用南豐紗廠兩派工人發生毆鬥，港九的士罷駛及青洲英泥工潮，企圖將這三宗由勞資糾紛引起的事件擴大及政治化，藉此發動騷亂，但都沒有成功。直到同年5月新蒲崗大有街的香港人造花廠分廠發生罷工，終於成功利用勞資糾紛策動騷亂，並透過警民衝突擴大事件。同月，香港工會聯合會理事長楊光成立簡稱「鬥委會」的「港九各界同胞反對港英迫害鬥爭委員會」，開始以「反英抗暴」為名，利用最初由勞資糾紛引起的警民衝突，轉變成顛覆香港政府的連串騷亂。1967年7月，左派團體發起的罷工及集會未有得到市民響應，左派集會的規模越來越小，鬥委會卻將其武鬥升級為在港九新界發動連串炸彈襲擊的城市恐怖主義活動，在真假炸彈浪潮的半年間，最少有8,074個真假炸彈被放置在香港各區街頭或被投擲，當中有1,167個是真炸彈。左派動亂期間警察多次遇襲，除了7月8日沙頭角槍戰有5名警員殉職，也有警察在執行職務期間被恐怖份子放置的炸彈炸死。

## 殉職警員

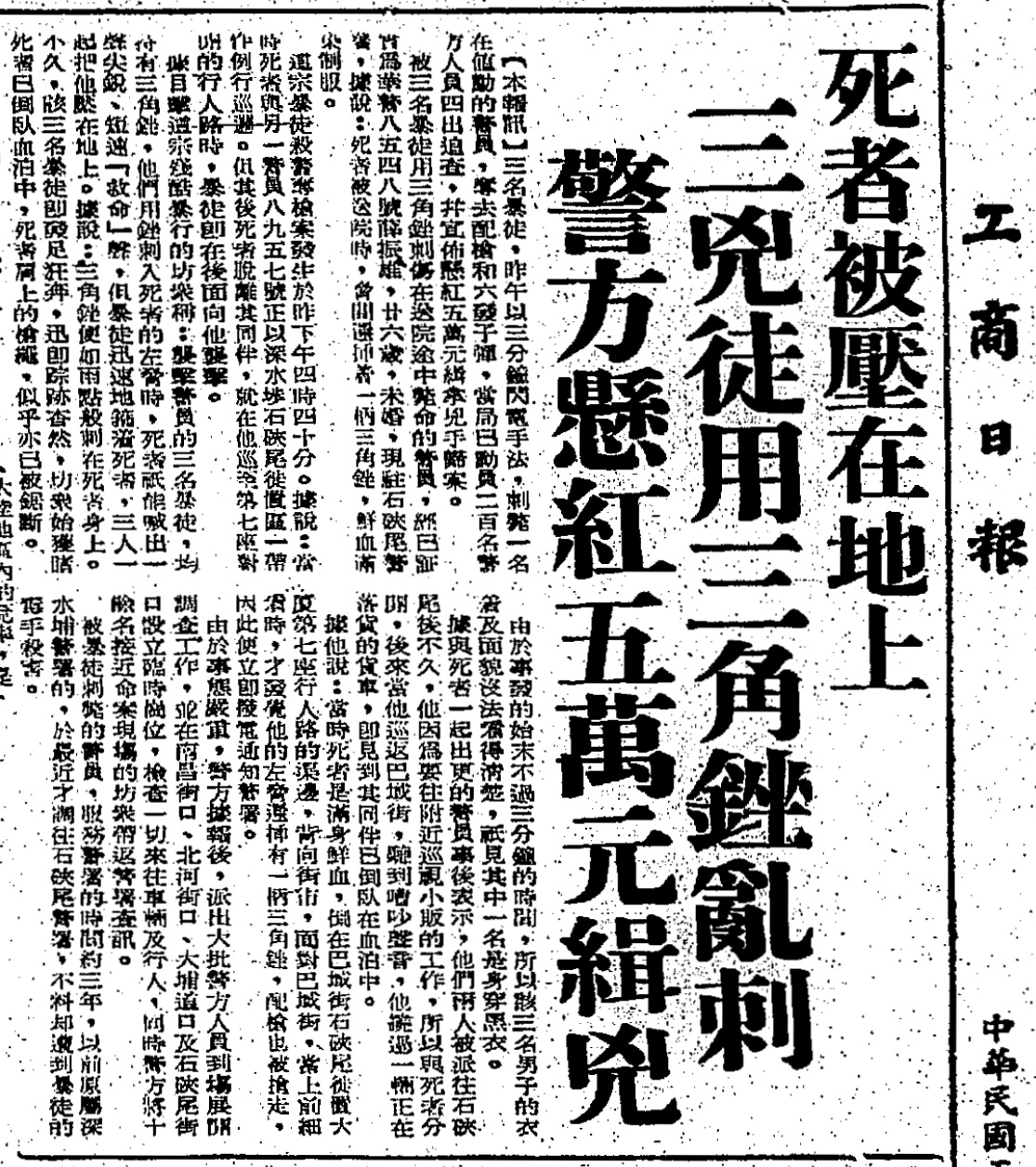
1967年11月29日《工商日報》報導昨天傍晚，警員薛振鴻在石硤尾徙置區巡邏期間遭到三名暴徒刺殺及搶走配槍

殉職警員薛振鴻（英語：Sit Chun Hung），遇害時26歲，警員編號8548，薛任職警察已兩年半，在加入警隊前曾經在九龍巴士任職售票員，於1965年加入輔助警察隊，後來辭去九巴的售票員工作，轉職爲全職警員，薛曾被派駐深水埗警署，於遇害前被調派到石硤尾警署。薛振鴻未婚，祖籍廣東新會，家中有父母及兩姊一兄一妹。

## 案發經過

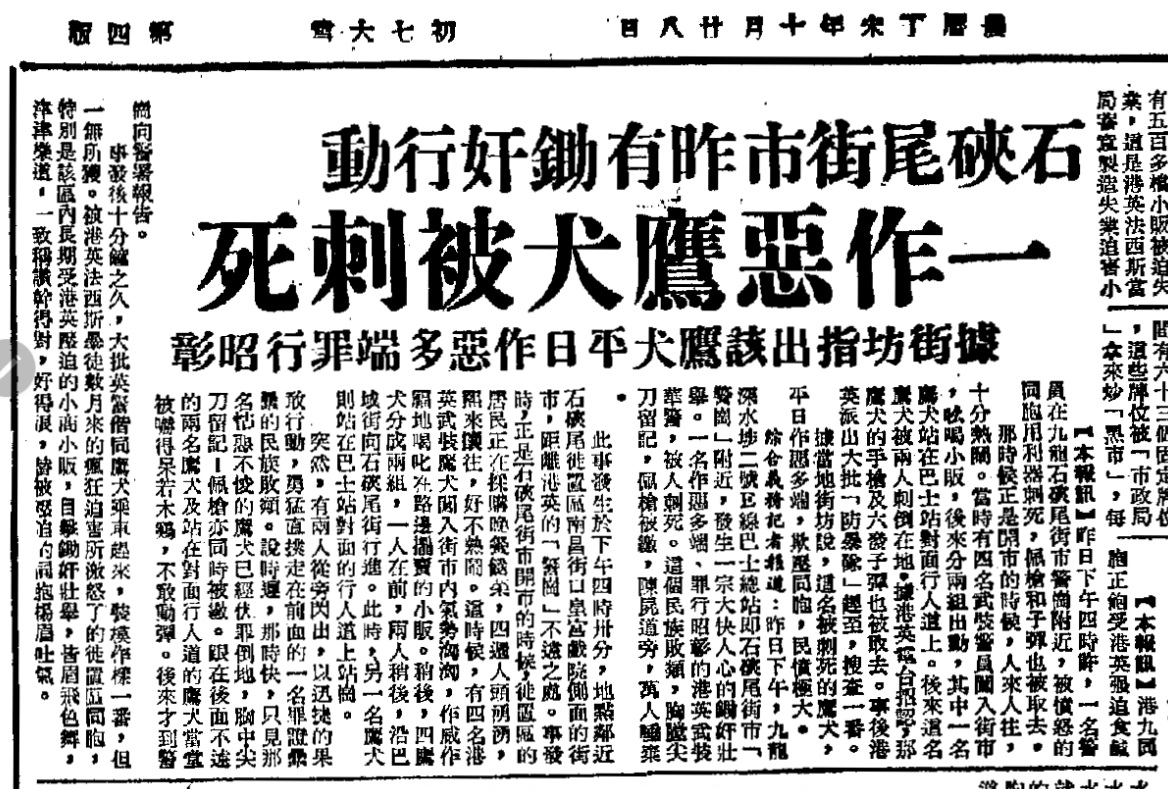
《大公報》在1967年11月29日以標題「石硤尾街市昨有鋤奸行動，一作惡鷹犬被刺死」報導昨天在石硤尾發生的刺警奪槍事件；文中形容被利器刺斃的警員薛振鴻是「民族敗類」，描述其陳屍道旁遭萬民唾棄，胸膛尖刀留記，佩槍被繳；文末稱目擊該「鋤奸壯舉」的同胞都眉飛色舞、津津樂道，稱讚幹得對、好得很，是同胞揚眉吐氣之舉

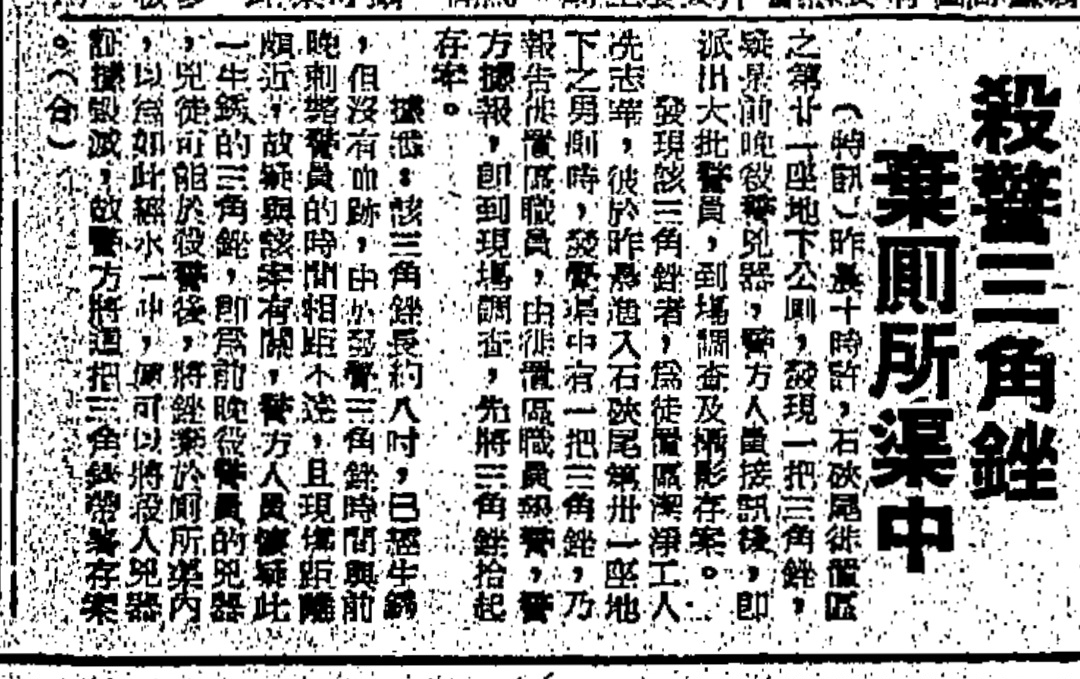
《華僑日報》在1967年11月30日報導昨天上午，在石硤尾徙置區第31座地下的男廁，發現懷疑是左派暴徒於刺殺警員薛振鴻後拋棄的一把三角銼

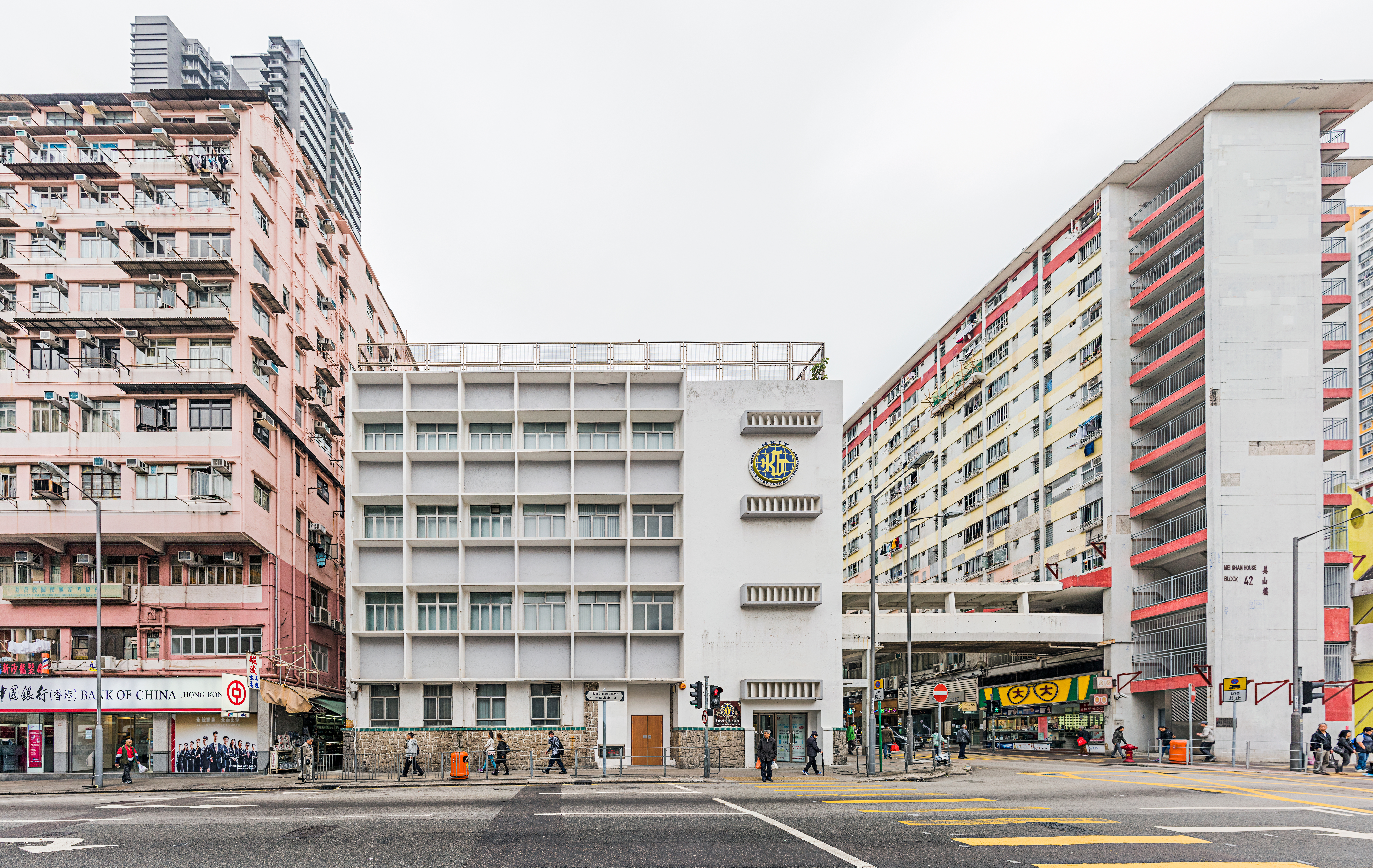
接近當年案發地點的石硤尾南昌街和巴域街交界，圖中正面的道路是南昌街，有蓋行人天橋下方的是巴域街（攝於2017年）

1967年11月28日星期二下午4時40分，薛振鴻與另一名警員（編號8957）在石硤尾徙置區一帶作例行巡邏，因為後者要前往巡視小販，所以兩人之後分頭而行，當薛振鴻於巴域街近石硤尾新區第七座對開的行人路停留時，有三名持有三角銼的左派暴徒從後施襲，左派暴徒先將薛從後推倒及合力按在地上，再使用三角銼向薛振鴻的背部亂刺，薛振鴻來不及反抗已被刺至重傷，暴徒又搶去薛的配槍及6發子彈，三名暴徒行兇不過3分鐘便逃去無蹤。另一名警員前往巴域街與薛振鴻匯合時，因爲聽到前面有嘈吵的聲音，遂加快腳步並繞過一輛正在卸貨的貨車，之後看見已倒臥在血泊之中的薛振鴻，薛的左脅仍插有一把三角銼，鮮血沾滿制服，於是立即撥電話向警署報告，薛振鴻被送抵醫院後證實死亡。
薛振鴻遭刺殺時身上的配槍和子彈被左派暴徒掠去，其配槍與槍袋原本繫有一條用來防止配槍被搶或遺失的槍繩，但槍繩在暴徒搶走配槍時被割斷。由於事態嚴重，警方派出大批警員到場調查，並在南昌街街口、大埔道路口及石硤尾街街口設立臨時封鎖線，截查來往的行人和車輛，同時將接近兇案現場的十餘位街坊帶到警署協助調查。據其中一位街坊表示，刺殺薛振鴻的兇徒各自持有三角銼，當兇徒使用三角銼刺向死者時，曾經聽到死者發出一聲短促的呼叫聲，兇徒則箍着死者並不斷用三角銼猛刺在死者身上，不久三名兇徒便逃離兇案現場，由於行兇時間只有兩三分鐘，所以未能看清楚三名兇徒的容貌和服飾，只看見其中一名疑兇是穿著黑衣。警方於案發當晚宣布懸紅5萬港元緝兇。
案發翌日（11月29日）早上10時許，石硤尾徙置區潔淨員冼志華在石硤尾徙置大廈第31座的地下男廁清潔時，發現溝渠內有一把約8英吋長的三角銼，於是向徙置區職員報告，徙置區職員隨即通報警方。由於兇徒使用三角銼作為武器刺殺薛振鴻，警方不排除在男廁內發現的三角銼是兇器，所以派出探員到場調查及拍照，並將這把三角銼拾起及帶走。這把三角銼被發現時已經生鏽，但沒有血跡，因爲的發現地點與前一天下午薛振鴻被刺殺的位置相距不遠，故懷疑兇徒使用三角銼行兇後將兇器棄置在水渠內。《大公報》於1967年11月29日發布標題「石硤尾街市昨有鋤奸行動，一作惡鷹犬被刺死，據街坊指出該鷹犬平日作惡多端罪行昭彰。」爲左派暴徒刺殺警員及搶走警槍承認責任，並且將襲警事件褒揚爲「鋤奸壯舉」及把警察蔑稱爲「作惡鷹犬」。

## 警隊喪禮

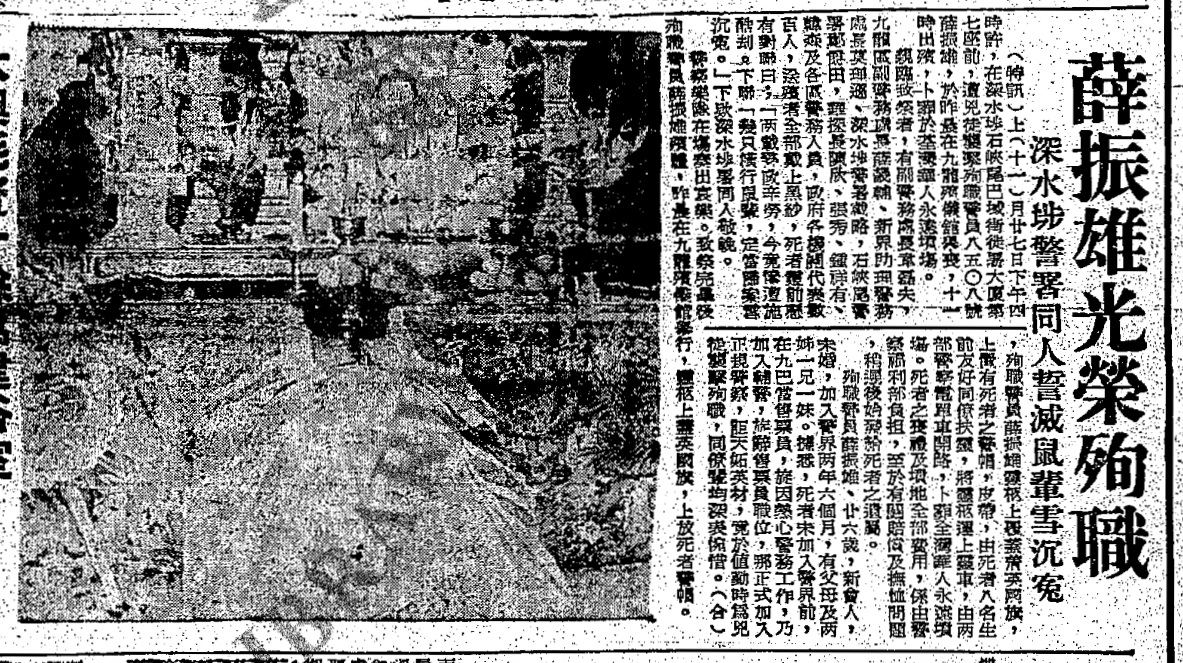
《華僑日報》在1967年12月2日報導殉職警員薛振鴻於昨天上午在九龍殯儀館舉殯

1967年12月1日殉職警員薛振鴻在大角咀九龍殯儀館舉殯，靈堂上掛有「痛失英才」的輓額，兩旁有上聯「兩載警政辛勞，今竟慘遭施酷劫。」及下聯「幾只橫行鼠輩，定當歸案雪沉冤。」的對聯，下款「深水埗警署同人敬輓」。警務處副處長韋磊夫、九龍區副警務處副處長薛畿輔、新界助理警務處副處長莫理遜、深水埗警署戴略、石硤尾警署鄭爵田、華探長陳欣、張秀、鍾長有、韓森及各區警務人員代表，政府各機構代表數百人，在九龍殯儀館出席薛振鴻的喪禮，出席者都戴上黑紗。靈柩上蓋有英國旗，上面放有薛振鴻的警帽及皮帶。上午11時薛振鴻出殯，警察儀仗隊吹奏哀樂，薛振鴻身前的8位同僚扶靈，將靈柩移送到靈車上，並由兩輛警察電單車引路，前往荃灣華人永遠墳場落葬，而薛振鴻的喪葬費用由警察福利部全額承包。